# Католицизм в Кувейте
Католицизм в Кувейте или Католическая церковь в Кувейте является частью всемирной Католической церкви. Численность католиков в Кувейте составляет около 155 тысяч человек.

## История
В 1949 году местные власти разрешили Католической церкви заниматься своей деятельностью среди рабочих-иммигрантов, которые и в настоящее время составляют значительное большинство кувейтских католиков. Первые католические общины в Кувейте возникли в 1945 году, когда в Кувейт прибыл первый священник из монашеского ордена капуцинов. В это время самой большой католической общиной были иностранные рабочие из Кувейтской нефтяной компании в городе Эль-Ахмади. Для этой общины, численность которой составляла около 700 человек, была построена небольшая церковь Пресвятой Девы Марии Аравийской и святого пророка Илии.
До 1953 года Кувейт входил в юрисдикцию апостольского викариата Аравии. 29 июня 1953 года был Святой Престол учредил самостоятельную префектуру Кувейта, выделив её из апостольского викариата Аравии (сегодня — Апостольский викариат Южной Аравии). 24 декабря 1954 года апостольская префектуру Кувейта была преобразована в апостольский викариат с центром в городе Кувейт. В 2011 году апостольский викариат Кувейта был переименован в апостольский викариат Северной Аравии и его центр был перемещён в город Манама.
В январе 1957 года в городе Кувейт началось строительство кафедрального собора Святого Семейства, которое завершилось в 1961 году.
В 1968 году между Кувейтом и Ватиканом были установлены дипломатические отношения. 18 февраля 1968 года Римский папа Павел VI издал бреве «Sollicitudo illa», которым учредил апостольскую нунциатуру в Кувейте. В 1996 году в страну прибыл первый представитель Святого Престола. В 2001 году статус ватиканского дипломата был повышен до уровня нунция. Первым нунцием в Кувейте стал архиепископ Джузеппе Де Андреа.
В 1998 году в Кувейте было завершено строительство нового кафедрального собора.
Кроме латинских общин в Кувейте также были образованы общины Восточных католических церквей. В 1972 году была учреждена церковная структура Мелькитской католической церкви и в 1982 году — церковная структура Сирийской католической церкви.

## Структура
В Кувейте действуют один апостольский викариат Северной Аравии, две церковных структур Мелькитской и Сиройской католических церквей, пять приходов.
- Апостольский викариат Северной Аравии;
- Патриарший экзархат Кувейта;
- Патриарший экзархат Басры и Кувейта.

## Источник
- Католическая Энциклопедия, т. 2, изд. Францисканцев, М., 2005, стр. 1419, ISBN 5-89208-054-4
- Бреве Sollicitudo illa, AAS 61 (1969), стр. 305